# ホエア・ハヴ・ユー・ビーン
「ホエア・ハヴ・ユー・ビーン」 (Where Have You Been) はバルバドスのポップ歌手リアーナの楽曲。この楽曲は、6枚目のスタジオ・アルバム『トーク・ザット・トーク』に収録され、アルバムから5枚目のシングルとして2012年5月21日にリリースされた。

## チャート
| チャート（2012年）               | 最高順位 |
| -------------------------------- | -------- |
| アメリカ（Billboard Hot 100）    | 5        |
| イギリス（全英シングルチャート） | 6        |